# Chuck Hull
Charles W. Hull, detto Chuck (Clifton, 12 maggio 1939), è un ingegnere, inventore e imprenditore statunitense, cofondatore, vicepresidente e chief technology officer della 3D Systems.
Ha inventato la stereolitografia, il primo esempio commerciale di prototipazione rapida, e il formato STL. Detiene più di 60 brevetti negli Stati Uniti e decine nel mondo nel settore. È stato inserito nella National Inventors Hall of Fame nel 2014.

## Biografia
Charles W. Hull nasce a Clifton nel Colorado, figlio di Lester e Esther Hull. Frequenta la Central High School di Grand Junction. Riceve un diploma in ingegneria fisica nel 1961 dall'Università del Colorado.

### L'idea della stereolitografia
Hull realizza l'idea nel 1983 mentre utilizza raggi UV  per indurire vernici come la laccatura. Hull conia il termine "stereolithography" nel brevetto U.S. Patent 4,575,330, intitolato Apparatus for Production of Three-Dimensional Objects by Stereolithography e datato 11 marzo 1986. Definisce la stereolitografia come un metodo per creare oggetti solidi da successivi strati induriti di polimero liquido fotosensibile colpito da luce ultravioletta.
Nel brevetto di Hull, una luce concentrata ultravioletta viene focalizzata su una superficie di una vasca piena di polimero liquido fotopolimero. La luce, mossa da un computer, disegna ogni strato dell'oggetto sulla superficie liquida, che si indurisce e si polimerizza.
Un sistema CAD/CAM/CAE manovra la luce modellando la forma dell'oggetto in un numero elevato di strati. Partendo dal più basso fino in cima.

### Industria
Nel 1986 inizia l'era della prototipazione rapida da Hull quando fonda la 3D Systems a Valencia. Brevetta "materiali in grado di essere solidificati" e "materiali in grado di alterare il proprio stato fisico" per la stampa 3D, e il formato di file STL.
Il salario per il ruolo nella 3D Systems come CTO nel 2011 ammonta a 307500 $.